# Filosofía del espacio y el tiempo

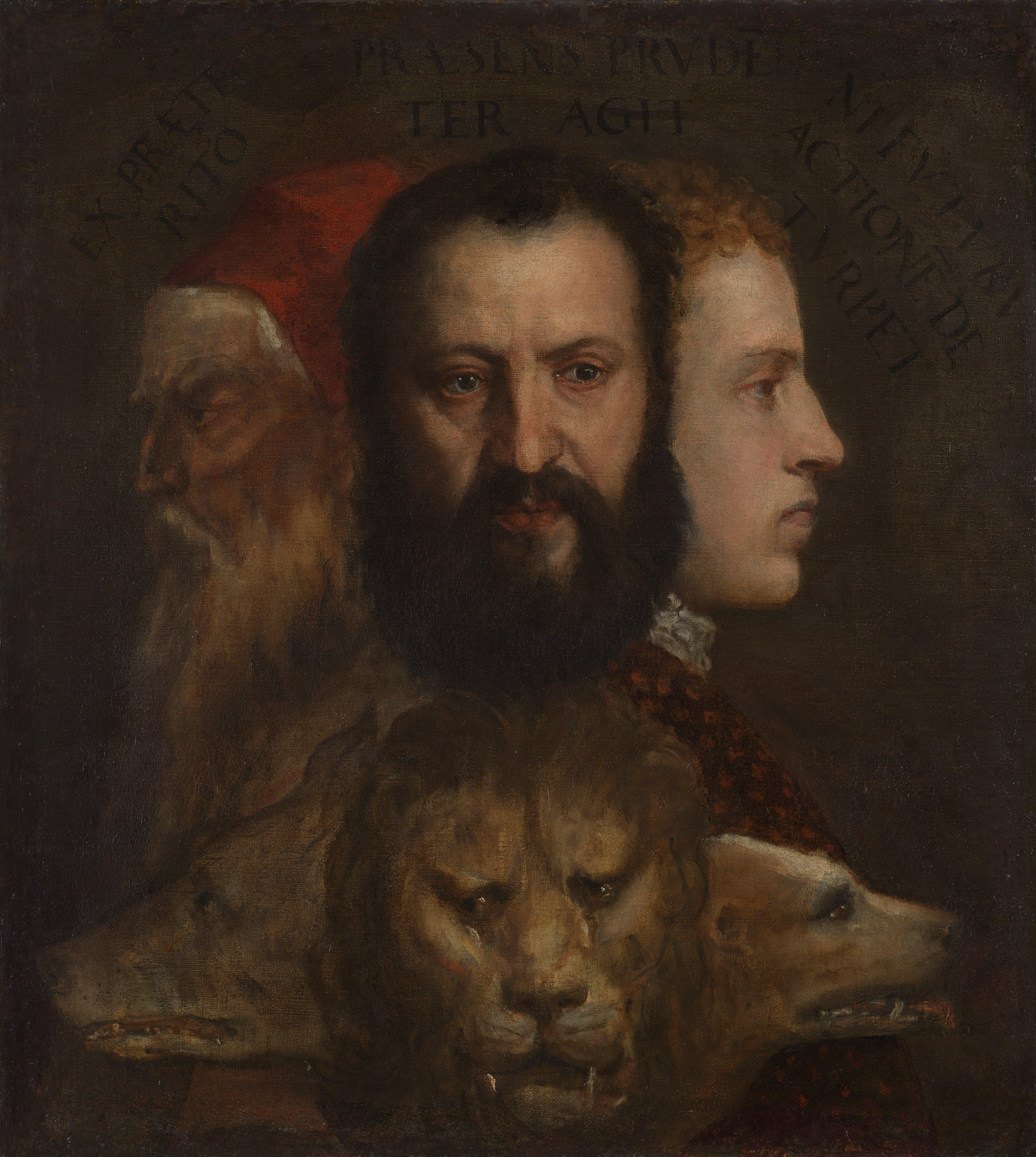
Alegoría del tiempo gobernado con prudencia de Tiziano.

La filosofía del espacio y el tiempo, también conocida como cosmología filosófica, es la rama de la filosofía que trata de los aspectos referidos a la ontología, la epistemología y la naturaleza del espacio y el tiempo.
Los problemas vinculados al espacio y al tiempo tradicionalmente han sido centrales en los sistemas filosóficos, desde los presocráticos hasta Bergson y Heidegger. La filosofía analítica y el positivismo lógico, en ejercicio de su crítica del método científico y la metafísica tradicionales, los han estudiado con particular interés desde sus comienzos.

## Cuestiones básicas
Aunque no se limita a ellas, la filosofía del espacio y el tiempo se ocupa de las siguientes cuestiones:
- La posibilidad de que espacio y tiempo existan independientemente de la mente.
- La posibilidad de que existan independientemente uno del otro.
- Cómo se explica el flujo incesante y unidireccional del tiempo (la flecha del tiempo).
- Si existen otros tiempos aparte del momento actual.
- Cuestiones sobre la identidad, relacionada con el tiempo.

## Modelos históricos[1]

### En la Antigüedad
La concepción mítica característica de las culturas antiguas, como la de los incas, mayas, hopis, y otras tribus indígenas, además de los egipcios, babilonios, los griegos, el hinduismo, el budismo, el jainismo, y otras culturas, contempla la «rueda de tiempo», que considera el mismo como cíclico o circular, produciéndose una repetición incesante de edades y de entes, de nacimiento y extinción.
El concepto judeocristiano, basado en la Biblia, define el tiempo, por el contrario, como lineal, comenzando con el acto de creación por Dios. La visión cristiana contempla un principio y un final del tiempo (el fin del mundo).
Los primeros filósofos, los griegos presocráticos, operaron el trasvase o transformación del mito en el logos, es decir, de una visión de los fenómenos basada en la superstición y la fábula, a una concepción de los mismos fundada en el entendimiento y la razón, primer antecedente de la ciencia moderna. Advirtieron en primer lugar que el mundo, o physis, es una realidad diversa (sustancia) que se halla en continua y perpetua transformación, lo que de alguna forma ya prefigura los modernos conceptos de espacio y tiempo. Para dichos filósofos el problema del «espacio», en concreto, se centró en la discusión en torno a «lo lleno» y «lo vacío», o, lo que es lo mismo, en torno al ser y al no ser. Sobre el «tiempo», distinguían entre lo intemporal, ligado al ser, y lo temporal, ligado al devenir.
Los pitagóricos introducían en el problema la abstracción, a través de un elemento nuevo: crearon la metafísica del número. Si para Tales de Mileto el principio generador del universo era el agua y para Anaximandro el infinito, para los pitagóricos el número subyacía a toda realidad.
El debate sobre el devenir temporal tiene raíces filosóficas que se remontan a los filósofos presocráticos Heráclito de Éfeso y Parménides de Elea. Heráclito consideraba que todo se halla en perpetuo cambio y transformación; el movimiento es la ley del universo, y su principio, el fuego. «Todo fluye», afirmaba, por lo que para él primaba el tiempo o devenir sobre el ser. Parménides representa tradicionalmente la postura contraria. Entendía, por ejemplo, la eternidad, no como duración infinita, sino como negación del tiempo: «El ser nunca ha sido ni será, porque es ahora todo él, uno y continuo». Opinaba que el movimiento es imposible, pues el cambio es el paso del ser al no ser o la inversa, del no ser al ser. Esto es inaceptable, ya que el no ser no existe y nada puede surgir de él.
Platón supone una especie de síntesis, es decir, la unión o suma de estas dos doctrinas presocráticas contrapuestas. Por un lado tenemos el mundo sensible, caracterizado por un proceso constante de transformación y, por otro, el mundo abstracto y perfecto de las Ideas, caracterizado por la eternidad y la incorruptibilidad.

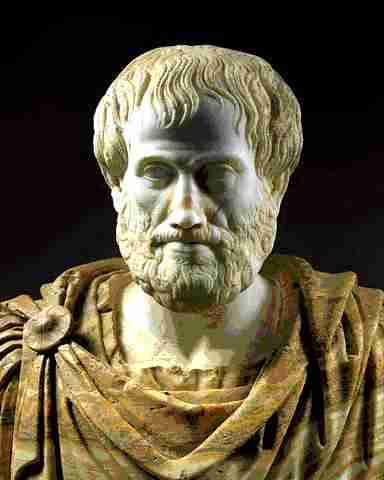
Busto de Aristóteles

Aristóteles, discípulo de Platón, consideraba el mundo como formado de sustancia, dotada a su vez de materia y de forma, pero no creía en la división platónica entre mundo sensible y mundo de las ideas. Por otra parte, definió el tiempo como «el número del movimiento según el antes y el después... Ahora bien, es imposible que se generen o destruyan ni el movimiento (pues existe de siempre), ni el tiempo, ya que no podrían existir el antes y el después si no hubiera tiempo. Y ciertamente, el movimiento es continuo como el tiempo, pues este o es lo mismo o es una afección del movimiento» (Metafísica, IV,11).
Zenón de Elea pensaba que ni movimiento ni tiempo ni espacio eran reales, lo que trató de demostrar a través de sus conocidas paradojas (como la de Aquiles y la tortuga), las cuales muchas veces han sido consideradas simples sofismas o falacias. Aristóteles demostró su falsedad, sin embargo, los matemáticos actuales tienden a exaltar la figura de Zenón, principalmente porque de sus planteamientos se derivaría más tarde el llamado cálculo infinitesimal.
El espacio en sí fue abstraído y descrito en sus elementos esenciales por el que se ha llamado padre de la geometría, Euclides de Alejandría, quien había recogido el legado de Pitágoras. Más de dos mil años más tarde, Albert Einstein procedería, a través de la Teoría de la relatividad, a fundir por vez primera las categorías de espacio y tiempo, totalmente separadas desde Euclides, en lo que se ha definido como una "geometrización" de la física: el espacio-tiempo.

### En la Edad Media y el Renacimiento
La filosofías cristianas patrística y la escolástica de la Edad Media, conceptúan el universo y el tiempo en términos teológicos, o de creación.
Para San Agustín, Dios es el creador de todo lo que existe en el tiempo, y también del tiempo mismo. Es célebre su proverbio: «¿Qué es el tiempo? Si nadie me lo pregunta, lo sé. Si quisiera explicárselo al que me lo pregunta, no lo sé.» Considera que el tiempo consiste en «pasar desde un pasado, que ya no existe, a un presente cuyo ser consiste en pasar al futuro, que todavía no es». Concluye que el tiempo se da en el espíritu o alma humana en cuanto capacidad de enlazar el pasado retenido en la memoria con la expectativa del futuro en el presente, lo que es posible por la permanencia de la identidad subjetiva del alma. Subraya entonces el carácter subjetivo del tiempo, con una mentalidad avanzada de lo que será en la Edad Moderna la conciencia de Descartes.
Para San Anselmo, las cosas creadas no podían proceder de la materia, sino de la nada, a partir de la actividad divina; asimismo, la creación es "continua". Para Averroes, la elección de la creación de Dios es eterna y constante, y no puede hablarse de un comienzo del mundo. San Alberto Magno afirmó: «El comienzo del mundo por creación no es una proposición física y no puede demostrarse físicamente». (Physica, VIII, 1, 4). Guillermo de Ockham, refutando la metafísica tradicional que partía de Aristóteles, admitía la "probabilidad" de las cosas, así, la eternidad es altamente probable, dada la dificultad de concebir el comienzo del mundo en el tiempo.
Los conceptos de universo, espacio y tiempo, tal y como hoy los entendemos, tienen su origen en los grandes pioneros de la ciencia surgidos en la época renacentista, los Kepler, Galileo y Francis Bacon, quienes abrieron camino, con el sustento racionalista de Descartes, a los grandes teóricos de la materia en la Era Moderna.

### ElsigloXIX
Una de las aportaciones más importantes realizadas al estudio del tiempo en el siglo XIX es obra de F. W. J. Schelling, una de las figuras relevantes del llamado idealismo alemán. La obra clave para el estudio de esta cuestión en este filósofo es Las edades del mundo (Die Weltalter), un texto que no fue publicado en vida del autor y del que tenemos tres versiones muy similares (de 1811, 1813 y 1815) aunque diferentes en algunos aspectos importantes. En este trabajo Schelling pretende conocer el tiempo premundano (vorweltlichen Zeit), es decir, el tiempo anterior a la creación del mundo. Sin embargo, esto no es posible porque no tenemos fuentes directas; utiliza, por lo tanto, fuentes indirectas; estas consisten en el autoconocimiento del ser humano (método antropomorfista) y en discursos divinos revelados, básicamente en el Antiguo Testamento. Su investigación le lleva a la conclusión de que el verdadero pasado es el pasado anterior a la creación del mundo y el verdadero futuro es el postmundano. Defiende un concepto orgánico del tiempo, donde cada ser posee su propio tiempo interno y critica una concepción objetivista de la temporalidad. Su estudio del tiempo debemos situarlo dentro de una concepción teológica, ya que identifica el pasado con el Padre, el presente con el Hijo y el futuro con el Espíritu; elabora, de esta forma, un sistema trinitario que se identifica con cada una de las manifestaciones de la divinidad defendidas por la religión cristiana.

### El eterno retorno
El concepto circular del tiempo, muy extendido, como se ha visto, en todas las épocas y regiones, tiene sus raíces, por una parte, en las ideas de eternidad e inmortalidad del Antiguo Egipto, donde el escarabajo era considerado símbolo de la renovación eterna de la vida. El modelo de universo cíclico es también muy importante dentro de las doctrinas orientales hinduista y budista, a través de su noción de la rueda de la vida o samsara, que representa un ciclo sin fin de nacimiento, vida y muerte, del cual es necesario liberarse.
Estas ideas fueron retomadas en Occidente por los filósofos pitagóricos y estoicos, entre otros. En el Renacimiento los alquimistas representaban el ouroboros, el símbolo por excelencia de la eterna repetición.
La repetición incesante fue esgrimida por pensadores muy posteriores como Giambattista Vico, con su teoría de los cursos y recursos (ciclos) interminables de la historia, y Friedrich Nietzsche, con su concepto del eterno retorno de lo idéntico, en el que, a diferencia de la visión cíclica del tiempo, no se trata de ciclos ni de nuevas combinaciones en otras posibilidades, sino de que los mismos acontecimientos se vuelven a repetir en el mismo orden, tal cual ocurrieron, sin posibilidad de variación.

El pensamiento de que esta vida, tal como la hemos vivido, tendrá que ser revivida otra vez, y una cantidad innumerable de veces, que no habrá nada nuevo y que tanto las cosas más grandes como las más pequeñas volverán para nosotros en la misma sucesión y en el mismo orden, este pensamiento es tal que puede sumir en la desesperación al hombre aparentemente más fuerte. [y sin embargo] hay que alcanzar la voluntad de querer que retorne todo lo que ya ha sucedido, de querer en lo sucesivo todo lo que acontecerá. Hay que amar la vida y a nosotros mismos más allá de todo límite para no poder desear otra cosa que esta eterna y suprema confirmación.

Científicos actuales como John Richard Gott, con su teoría de los universos autogenerados, Roger Penrose, con su cosmología cíclica conforme, Peter Lynds que supone la repetición infinita del tiempo, y Henri Poincaré, con su teorema de la recurrencia, contemplan, cada cual a su manera, una visión circular e interminable del tiempo y el universo que viene a coincidir llamativamente, en lo fundamental, con la de las culturas antiguas.

## Realismo y anti-realismo
La dualidad realismo-idealismo es heredera de algunas de las ideas mencionadas anteriormente. Una postura tradicional del pensador realista en ontología es que el tiempo y el espacio tienen una existencia aparte de la mente humana. El idealista, en cambio, niega o duda de la existencia de los objetos con independencia de la mente. Algunos antirealistas que a pesar de serlo mantienen el punto de vista ontológico de que los objetos fuera de la mente existen, dudan sin embargo de la existencia independiente del tiempo y del espacio.
El filósofo idealista alemán Immanuel Kant, en su obra central y más conocida, Crítica de la razón pura, describió el tiempo y el espacio como formas puras a priori de la sensibilidad: se trata no de conceptos, sino, en efecto, de «formas de la sensibilidad» que suponen condiciones apriorísticas, o necesarias, para cualquier posible experiencia, ya que posibilitan la percepción de los sentidos. (Su función es complementada por las categorías, nociones también a priori, como causalidad, sustancia, etc., que permiten que comprendamos lo que percibimos con los sentidos.) Para Kant, ni el espacio ni el tiempo se conciben como sustancias, sino que más bien se trata de elementos de un armazón o estructura sistemáticos que utilizamos para organizar nuestra experiencia. Así, las medidas espaciales se utilizan para cuantificar hasta dónde se encuentran los objetos separados, y las medidas temporales para comparar cuantitativamente el intervalo entre (o la duración de) los acontecimientos.
Otros idealistas, tales como J. M. E. McTaggart, en su controvertida obra Unreality of Time (La irrealidad del tiempo) han mantenido que lo que entendemos por "tiempo" es una simple ilusión (véase El flujo del tiempo, más abajo).
Los autores propuestos aquí son en su mayor parte “realistas” en el sentido aludido. Por ejemplo, el filósofo Gottfried Leibniz sostuvo que lo que él denominó mónadas existía independientemente de la mente del observador.

## Absolutismo y relacionismo

### Leibniz y Newton
La gran discusión se establece a la hora de definir las nociones de espacio y de tiempo como objetos verdaderos por sí mismos (absolutismo), o si su existencia depende de la de otros objetos reales (relacionismo y relacionalismo). Comenzó entre los físicos Isaac Newton (a través de su portavoz, Samuel Clarke) y el mencionado Gottfried Leibniz, y se encuentra recogida en el archivo de la correspondencia Leibniz-Clarke.

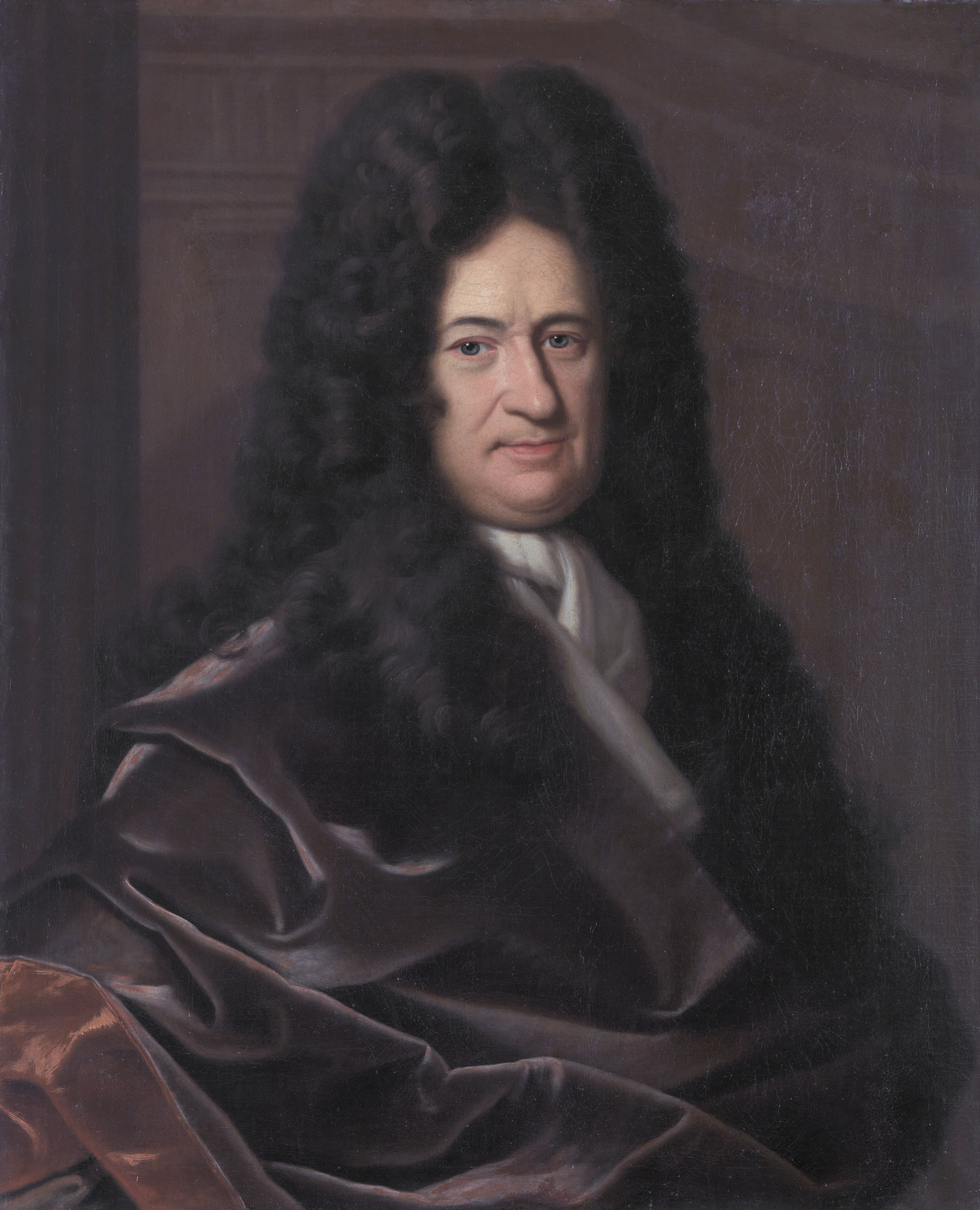
Gottfried Leibniz

Discutiendo contra la posición del absolutismo, Leibniz propone una serie de experimentos mentales a fin de demostrar que es contradictorio afirmar la existencia de hechos tales como localización y velocidad absolutas, con lo que se anticipó en casi doscientos cincuenta años a las tesis fundamentales de la física moderna. Estas discusiones tienen mucho que ver con dos principios centrales de su filosofía: el principio de razón suficiente y la identidad de indiscernibles. El principio de razón suficiente sostiene que de cada hecho hay una razón que es suficiente para explicar de qué manera y por qué razón es tal cual es, y no de otra manera distinta. La identidad de indiscernibles indica que si no hay forma de demostrar que dos entidades son diversas entonces son una y la misma cosa (o dicho de otra manera, dos objetos son idénticos, o el mismo, si comparten todas sus propiedades).
Leibniz propone en su ejemplo dos universos distintos ubicados en el espacio absoluto. La única diferencia perceptible entre ellos es que el segundo está colocado cinco pies a la izquierda del primero. La posibilidad del ejemplo solo tiene sentido si existe una cosa tal como el espacio absoluto. Leibniz, sin embargo, la descarta, pues, si un universo se hallase ubicado en un espacio absoluto no tendría razón suficiente, dado que dicho universo podría haberse hallado en cualquier otro lugar. Del mismo modo se contradiría la identidad de indiscernibles, por cuanto existirían dos universos juntos y perceptibles en todas sus formas e indiscernibles uno del otro, lo que es una contradicción en sí mismo.
La réplica de Clarke (y Newton) a Leibniz viene reflejada en el llamado "argumento del cubo" (bucket argument): al llenar de agua un cubo colgado de una cuerda y dejarlo reposar, se observará que la superficie del agua será plana, pero si se hace girar el cubo sobre sí mismo la superficie se volverá cóncava. Si se detiene el giro, el agua continuará girando libremente en su interior, y mientras que las vueltas continúen la superficie seguirá siendo cóncava. Dicha superficie cóncava no es al parecer atribuible a la interacción del cubo y el agua, puesto que el agua es plana cuando el cubo está quieto, llega a ser cóncava cuando comienza a girar y lo sigue siendo cuando el cubo queda inmóvil.
En esta respuesta, Clarke afirma la necesidad de la existencia del espacio absoluto para explicar fenómenos como la rotación y la aceleración, los cuales no es posible explicar con argumentos puramente relacionistas. Clarke arguye que puesto que la curvatura del agua ocurre en el cubo que rota, así como en el cubo ya parado, eso solo es explicable por el hecho de que dicha rotación se produce en relación con una especie de tercer espacio o circunstancia absolutos.
Leibniz describe un espacio que exista solamente como marco de relación entre los objetos, y que no tiene existencia alguna aparte de esos objetos. Así, el movimiento existe solamente como relación entre esos objetos. Por su parte, el espacio newtoniano proporcionó el marco de referencia absoluto dentro del cual los objetos pueden moverse, pero en el sistema newtoniano el marco de referencia existe independientemente de los objetos en él contenidos. Estos objetos pueden describirse como moviéndose en relación con el espacio mismo.
Durante varios siglos, la evidencia de esa superficie cóncava del agua fue prueba de la autoridad de Newton.

### Mach
Otra figura importante en esta polémica es el físico decimonónico Ernst Mach. Este autor no negó la existencia de fenómenos como los descritos en el ejemplo del cubo, pero sí la conclusión absolutista, ofreciendo una respuesta alternativa a aquello respecto de lo cual rotaba el cubo. Mach sostuvo que eran las estrellas fijas.

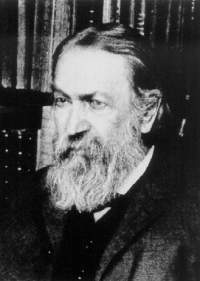
Ernst Mach

Mach sugirió que un experimento mental como el argumento del cubo era problemático. Si nos imagináramos un universo que contiene solamente un cubo, con arreglo al ejemplo de Newton, este cubo podría hacerse girar en relación con el espacio absoluto, y el agua en él contenida formaría la característica superficie curvada. No obstante, en ausencia de todo lo demás en el universo, sería difícil demostrar que el cubo estaba, de hecho, girando. En tal caso parece igualmente posible que la superficie del agua en el cubo permaneciese plana.
Mach arguyó que, en efecto, en un universo distinto y vacío el agua seguiría estando plana. Ahora bien, si otro objeto fuese introducido en este universo, quizás una estrella distante, en tal caso existiría algo en relación con lo cual el cubo se vería rotando. El agua dentro del cubo podría posiblemente mostrar una leve ondulación. La explicación de la misma estaría en el aumento del número de objetos en el universo, que haría aumentar a su vez la concavidad en el agua. Mach añadió que el impulso de un objeto, ya sea angular o lineal, existe como resultado de la suma de los efectos de otros objetos en el universo (principio de Mach).

### Einstein
Albert Einstein, uno de los físicos más importantes del siglo XX, propuso que tales relativismos se hallaban basados en el principio de la relatividad. Esta teoría sostiene que las reglas de la física deben ser iguales para todos los observadores, sin importar la localización del marco de referencia que se utilice. La dificultad más grande para esta idea provenía de las llamadas ecuaciones de Maxwell. Estas incluían la velocidad de la luz en el vacío e implicaban que la velocidad de la luz era solamente constante con relación a lo que antiguamente se denominaba éter luminífero.

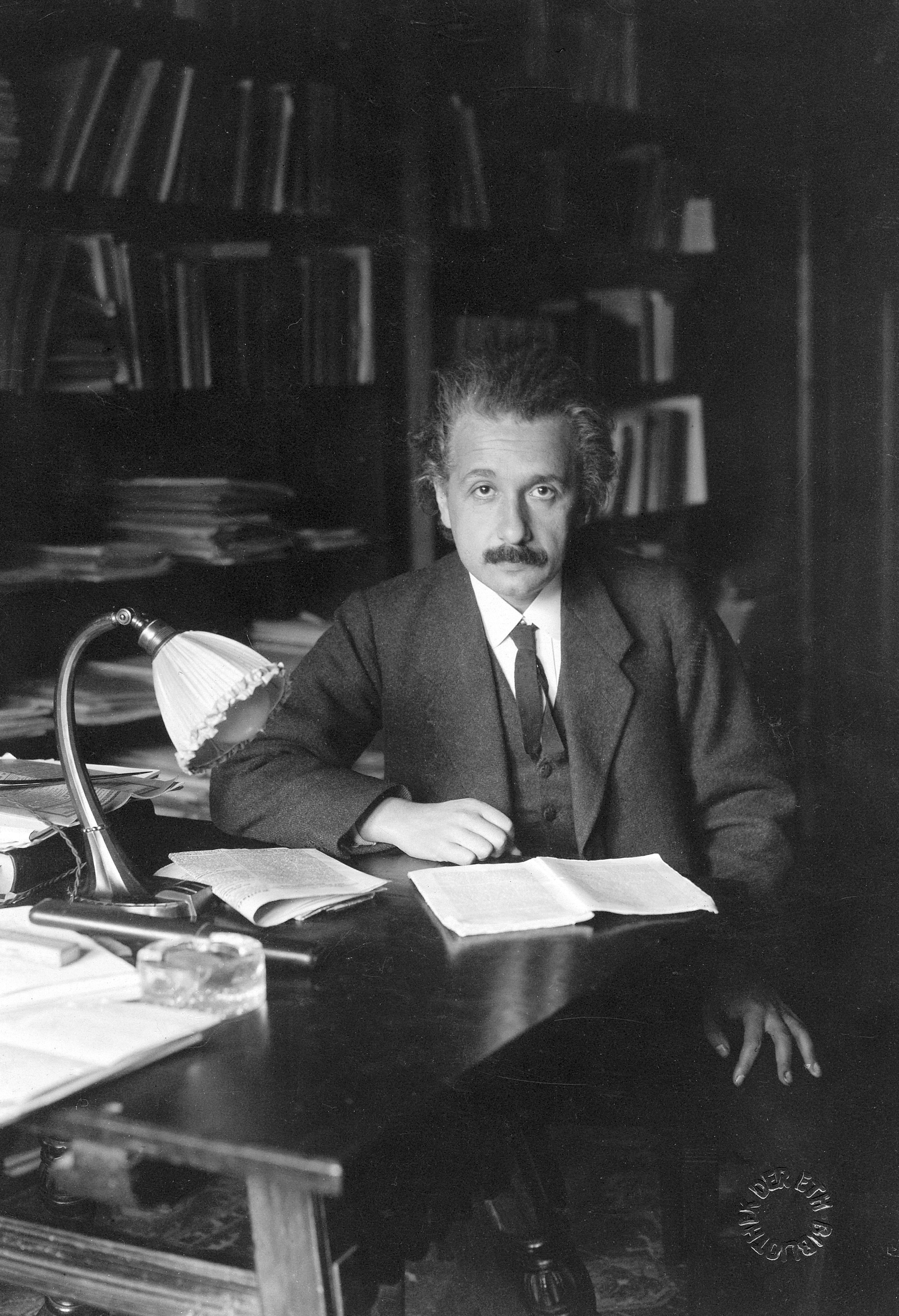
Albert Einstein en 1920

Einstein comprobó que todas las tentativas de medir cualquier velocidad con relación a este éter habían fallado, de lo que dedujo que en el universo no existe ningún marco referencial fijo. La relatividad especial es una formalización del principio de la relatividad que no contempla un marco de referencia inercial de ningún tipo, tal como el éter o el espacio absoluto.
Einstein instituyó una relatividad ajena a todo marco de referencia no inercial. Alcanzó esta premisa postulando el principio de equivalencia, que sostiene que el impulso experimentado por un observador en un campo gravitacional dado y el que sufre un observador en un marco de referencia acelerado son indistinguibles. Esto condujo a la conclusión de que la masa de un objeto es capaz de curvar la geometría del espacio-tiempo que lo rodea, según aparece descrito en las ecuaciones de campo de Einstein.
Un marco de referencia inercial es aquel que se halla siguiendo una línea geodésica del espacio-tiempo. Dentro de la relatividad general, los objetos se mueven sobre geodésicas. Las trayectorias geodésicas son generadas debido a la curvatura del espacio. Sin embargo, un objeto puntual moviéndose en el espacio no percibirá la gravedad pues se desplaza a lo largo de estas geodésicas, que definen marcos de referencia inerciales. La única posibilidad de medir la atracción gravitacional es comprobando más de una geodésica; de esta manera es posible comparar la aceleración relativa entre ellas, que existirá solo si el espacio-tiempo está curvado. En este sentido, un objeto que permanece en tierra experimentará una fuerza, ya que la superficie del planeta impide que el cuerpo siga la trayectoria natural impuesta por su geodésica.
Einstein apoya parcialmente el principio de Mach de que las estrellas distantes explican la inercia, ya que proporcionan el campo gravitacional contra el cual se mueven la aceleración y la propia inercia. Pero contrariamente a la tesis de Leibniz, este espacio-tiempo curvado constituye parte integral del objeto, al igual que sus otras características definitorias, tales como volumen y masa. Si uno sostiene, en contra de la creencia idealista, que los objetos existen independientemente de la mente, diríase que dicho relativismo le obliga a la vez a sostener que espacio y tiempo son, en igual medida, independientes.

#### Espacio y tiempo
Su concepto de "espacio" arranca de la siguiente consideración metodológica: «Las preguntas sobre la esencia de algo solo pueden intentar descubrir el carácter del conjunto de experiencias sensoriales al que se refieren los conceptos. En cuanto al problema del espacio, creo que le ha de preceder el de objeto material. […] Creo que este concepto de espacio intermedio, generado por la elección especial del cuerpo que lo rellena, es el punto de partida para el concepto de espacio.» En su definición, relaciona el concepto de "espacio" con los de "gravitación", "masa", "geometría" y "estructura", la cual sería relativa a determinadas "influencias físicas": «Debido a que el campo gravitatorio queda determinado por la configuración de masas y varía al variar dicha configuración, la estructura geométrica de este espacio depende también de factores físicos. El espacio ya no es, pues, según esta teoría —exactamente como lo había presentido Riemann— absoluto, sino que su estructura depende de influencias físicas. La geometría (física) no es una ciencia encerrada en sí misma, más que la geometría de Euclides».
El concepto de "tiempo" en la relatividad especial, opuesto al tiempo absoluto newtoniano, se inspira en la imposibilidad de establecer la simultaneidad de sucesos que se registran en marcos de referencia distintos: una localización temporal tiene solo sentido cuando se indica el marco de referencia al que se remite. Para Einstein, todo juicio sobre el tiempo no es sobre el tiempo en sí mismo (absoluto), sino sobre sucesos simultáneos: «Si por ejemplo digo que "Ese tren llega aquí a las 7 en punto", quiero decir algo como "La posición de la manecilla pequeña de mi reloj en el 7 y la llegada del tren son eventos simultáneos"», pero sin olvidar que tal simultaneidad, cuando no se da en reposo, es ilusoria.
El concepto relativo o estructural de "espacio", ya aludido, se explica mejor si tratamos de medir los cuerpos en él "inscritos". Es decir, la relatividad de la simultaneidad de dos sucesos (magnitud temporal) se refleja también en la relatividad de las longitudes (magnitud espacial). El problema de la indefinición se repite cuando pretenden medirse, simultáneamente, los extremos de un cuerpo en movimiento. La invariabilidad de las longitudes nuevamente se produce solo en sistemas inmóviles (relatividad galileana). La conclusión de Einstein fue que las medidas de los cuerpos en movimiento son relativas a su velocidad, por lo tanto tampoco son absolutas.
El físico alemán dio un último paso al determinar, mediante la relatividad general, que esta relatividad del espacio y el tiempo, por razón de su indistinguibilidad (equiparable a la de masa-energía), dependía igualmente de la materia, lo que dio origen al moderno concepto de espacio-tiempo: «La ciencia del espacio y el tiempo, la cinemática, ya no juega el papel de fundamento independiente del resto de la física. El comportamiento geométrico de los cuerpos y la marcha de los relojes dependen en mayor grado de los campos gravitatorios. Y estos, a su vez, están generados por la materia».
La relatividad es una teoría de unificaciones, de la mecánica con la electrodinámica y la termodinámica, por un lado, y del espacio y el tiempo, por otro. Según el historiador de la ciencia Pietro Redondi, «concebir la velocidad finita de la luz como único medio de información fiable sobre los fenómenos significaba que ya no era posible separar la posición de un cuerpo en el espacio (trío de coordenadas) de su posición en el tiempo. Una estrella lejana en el espacio lo está también en el tiempo. (…) Para Einstein, tiempo y espacio están inmersos en el universo, y no el universo en ellos».
Estas ideas tuvieron amplísima repercusión en todos los campos de la cultura, la ciencia y el pensamiento, y se recogieron en diversas teorías filosóficas: el convencionalismo, el eternalismo, el cuadridimensionalismo, etc.

## Convencionalismo
La posición del convencionalismo indica que no se puede probar una relación verdadera entre la materia y la geometría del espacio y del tiempo, sino que aquella es decidida por mera convención. El primer defensor de tal punto de vista fue el matemático francés Henri Poincaré, quien sostuvo que los axiomas en geometría deberían ser adoptados de acuerdo con los éxitos que alcanzan, no con su aparente coherencia dentro de la intuición humana del universo físico. Reaccionando a los avances de la nueva geometría no euclidiana, arguyó que la geometría aplicada a un espacio era decidida por la convención, puesto que diversas geometrías describirán un sistema de objetos con idéntica coherencia, cada una basándose en sus propios principios.
Esta opinión fue desarrollada y puesta al día para incluir consideraciones de la física relativista por Hans Reichenbach. El convencionalismo de Reichenbach, aplicándose al espacio y al tiempo, se centra en la idea de la definición coordinativa.
La definición coordinativa muestra dos características importantes. La primera tiene que ver con la coordinación de unidades de longitud con ciertos objetos físicos. Esto es motivado por el hecho de que no somos capaces de aprehender objetivamente la longitud. En vez de esto, elegimos un cierto objeto o magnitud físicos (como la unidad "metro" estándar de la Oficina Internacional de Pesos y Medidas, o la longitud de onda del cadmio), los cuales acordamos establecer como nuestra unidad de longitud.
La segunda característica se ocupa de los objetos separados uno de otro. Aunque somos capaces, presumiblemente, de probar de un vistazo la igualdad de la longitud de dos barras medidas cuando se encuentran una al lado de otra, no podemos descubrir dicha igualdad cuando las barras se hallan distantes. Incluso en el supuesto de que parezcan iguales es imposible asegurarlo. De ahí que la longitud haya de fijarse mediante una definición.
Tal uso de la definición coordinativa, basada en Reichenbach, se encuentra, en efecto, en la Teoría General de la Relatividad, donde se asume que la luz demarca distancias iguales en tiempos iguales. La definición coordinativa, por tanto, fija una geometría del espacio-tiempo. El convencionalismo de Reichenbach conoce tanto defensores como detractores.

## La estructura del espacio-tiempo
A partir de los citadas teorías y de las implicaciones de la relatividad de Einstein en todo ello, se ha desarrollado un intenso debate en cuanto a la estructura del espacio-tiempo y la filosofía de la física, especialmente en lo que se refiere a la relación materia-energía, y en cómo ambas interactúan.
Se ofrece una breve lista de cuestiones:

### La relatividad de la simultaneidad
Esta idea es uno de los pilares sobre los que se sustenta la relatividad especial. Según esta, cada punto en el universo puede contener una determinada red de acontecimientos que componen su actual momento. Para el filósofo Palle Yourgrau, de aquí se sigue que lo que se identifica como el "ahora" relativo a un punto o marco referencial concreto, diferirá del "ahora" en otro marco distinto, siempre que ambos marcos se encuentren en movimiento relativo uno del otro. Por lo tanto no existe nada equivalente a un estado presente del universo entero, negándose así el tiempo absoluto que predicaba Newton. Esta noción se ha utilizado en la discusión de Rietdijk-Putnam para demostrar que la relatividad predice un universo de bloque (llamado a veces eternalismo) en el cual los acontecimientos están fijados en cuatro dimensiones inalterables (el futuro, por ejemplo, por así decir, estaría ya aquí, o ahí). Con arreglo a dicho universo de bloque, el tiempo de alguna manera no fluye, lo que se contrapone a la visión tradicional de un universo de tres dimensiones que son moduladas por el paso del tiempo.

### Invariancia frente a covariancia
Aplicando las consecuencias que se siguen de la discusión absolutismo/relacionismo a las herramientas matemáticas de gran alcance inventadas en los siglos XIX y XX, Michael Freedman establece una distinción entre dos conceptos de la estadística: la invariancia (o simetría, concepto matemático que designa aquello que no cambia sometido a un conjunto de transformaciones; hacerlo rotar o trasladarlo, por ejemplo) y la covariancia, cuando sí se produce esa variación.
La invariancia, o simetría, se aplica a los objetos, es decir, definiendo qué grupo de características de los objetos son invariables o absolutos, y cuáles son dinámicos o variables. La covariancia es un término técnico que se refiere a la invariancia de forma de las formulaciones teorías físicas. De acuerdo, con los principios de la física relativista cualquier ley física debe satisfacer el principio de covariancia, de otra manera existiría observadores "privilegiados" o "especiales" lo cual contradice el principio copernicano de las teorías científicas.
Esta distinción puede ser ilustrada regresando al experimento mental de Leibniz, en el cual el universo se transforma en otro a cinco pies de distancia. En este ejemplo, la posición de un objeto no se ve como propiedad de dicho objeto, es decir, la localización no es invariante. De igual modo, la covarianza para la mecánica clásica será cualquier sistema de coordenadas obtenido de un cambio de posición u otro tipo de traslación permitidos por la transformación de Galileo.
En el caso clásico, el grupo de invarianza, o simetría, y el de covarianza coinciden pero, curiosamente, partiendo de procedimientos relativísticos. El grupo de simetría o invarianza en la relatividad general incluye todas las transformaciones diferenciables, es decir todas las características de un objeto que sean dinámicas, de lo que se deduce que no existen objetos absolutos. Las formulaciones de la relatividad general, a diferencia de la mecánica clásica, no comparten un estándar, es decir, no hay formulación única asociada a las transformaciones. Como tal, el grupo de covarianza de la relatividad general es justo el grupo de covarianza de cada teoría.

### Estructuras históricas
Otra aplicación de los métodos matemáticos modernos, vinculada con la idea de los grupos de la invarianza y covarianza, viene representada por el intento de interpretación, en matemática moderna, de los modelos históricos del espacio y del tiempo.
En estas interpretaciones, una teoría del espacio y el tiempo se considera como una variedad (matemática) aparejada a un espacio vectorial; cuantos más vectores, más hechos discernibles en esta teoría. El desarrollo histórico de las teorías del espacio-tiempo ha partido siempre de posiciones en las cuales se incorporaban a las mismas más y más fenómenos o propiedades de los objetos, y a medida que progresaba la historia más y más estructuras se iban deduciendo. Por ejemplo, la teoría de Aristóteles del espacio y del tiempo sostiene que no solo existe algo tal como una posición absoluta, sino que hay lugares especiales en espacio, tal como un centro del universo, una esfera de fuego, etc. El espacio-tiempo newtoniano, sin embargo, contempla una posición absoluta, pero no posiciones especiales. El de Galileo acepta la aceleración absoluta, pero no la posición o velocidad absolutas. Y así sucesivamente.

### Burbujas de vacío y vacío cuántico
Con la relatividad general, la discusión tradicional entre absolutismo y relacionismo se ha trasladado a la de si el espacio-tiempo es o no una sustancia (si el espacio existe con independencia de los procesos que se dan en su interior), puesto que la relatividad descarta en gran medida la existencia, por ejemplo, de las posiciones absolutas. El llamado argumento del agujero crítico con esta sustancialización o sustantivismo, ya fue enunciado por Einstein en 1913, como parte de la relatividad general. Posteriormente otra crítica de gran alcance contra la sustancialización del espacio-tiempo fue la formulada por el filósofo John Earman.
Habría que considerar el espacio-tiempo como repleto de materia, salvo en un lugar que llamaríamos agujero o burbuja de vacío. Dicho agujero, como toda otra entidad, discurre en el tiempo, por lo que, llevado en su transcurso, dejará de existir de una posición a otra. De aquí se concluye que los puntos del espacio-tiempo, caso de existir, se "trasladarán" simultáneamente, dejando de ser en el momento anterior, por lo que un universo sustancial (conformado por puntos o posiciones fijas) deja de tener sentido. Por lo tanto, el espacio-tiempo solo es comprensible cuando está lleno de materia ajena a él. Las posiciones espacio-temporales, por sí mismas, no tienen sentido en la relatividad general.
En la actualidad, sin embargo, muchos filósofos, pese a apoyar las posibles interpretaciones relacionales de ciertos modelos altamente restringidos de la relatividad general, admiten que, en el fondo, estos requieren estructuras espacio-temporales sustancialistas. Así, el llamado sustancialismo sofisticado postula la existencia del espacio-tiempo como una entidad independiente.
Reviste gran interés vincular esta perspectiva sustancialista con la teoría del falso vacío o la del vacío cuántico, dentro de la teoría cuántica de campos. Dichas teorías niegan la existencia de un vacío absoluto en el espacio. El propio espacio estaría conformado por una suerte de textura energética indeterminada fluctuando permanentemente con enorme rapidez.
La física explica este fenómeno con arreglo al llamado principio de incertidumbre de la mecánica cuántica, el cual establece la imposibilidad de conocer con exactitud el valor de las magnitudes físicas, contemplando asimismo la existencia de partículas virtuales: «Así pues, en el espacio vacío el campo no puede estar fijo en un valor exactamente cero, porque entonces tendría a la vez un valor preciso, cero, y un ritmo de cambio preciso, también cero. En su lugar, debe haber una cierta cantidad mínima de incertidumbre, o fluctuaciones cuánticas, en el valor de su campo. Estas fluctuaciones pueden considerarse como pares de partículas de luz o de gravedad que aparecen juntas en cierto instante, se separan y luego se juntan de nuevo y se aniquilan mutuamente. Estas partículas se denominan virtuales (…) no pueden observarse directamente (…) sin embargo, sus efectos indirectos, como cambios pequeños en la energía de las órbitas electrónicas y los átomos, pueden medirse».
Sobre este particular son llamativos los últimos descubrimientos acerca del llamado campo de Higgs, que hacen pensar en el espacio como en un ilimitado campo de fuerza que se despliega a todo lo largo y ancho del universo (Brian Greene lo denomina "océano de Higgs"). Esta teoría tiene puntos en común, curiosamente, con la antigua concepción cosmológica que entendía el espacio como repleto de «éter luminífero» (portador de luz), cuya existencia fue contradicha por la relatividad de Einstein.
La teoría más novedosa sostiene que los objetos básicos no son partículas, cada una de las cuales ocupa un solo punto en el espacio, sino cuerdas, que tienen longitud y ninguna otra dimensión, y ocupan una línea de espacio en cada instante del tiempo, «de modo que su historia en el espacio-tiempo es una superficie bidimensional llamada "hoja de universo"» por contraposición a la línea de universo que describe la historia de las partículas. Esta teoría postula la existencia de otras dimensiones en el espacio, aparte de las conocidas, es decir, longitud, anchura, profundidad y la dimensión temporal. Se sugiere el número de las mismas entre diez y veintiséis.
Las otras grandes cuestiones a dilucidar por la ciencia son, por un lado, la existencia de la energía oscura y la materia oscura, las cuales, en conjunto, se dice que conforman el 95% de la masa total del universo. Por otro, la formulación de la llamada "Teoría del todo", que aspira a sintetizar la mecánica cuántica con la teoría de la relatividad.

## La dirección del tiempo
El problema de la dirección del tiempo se nos presenta a partir de dos hechos irresolublemente contradictorios:
1. Los fenómenos estudiados por las leyes físicas fundamentales son reversibles en el tiempo. Esto es, cualquier cosa que pueda moverse hacia delante en el tiempo puede hacerlo igualmente hacia atrás. O, dicho mediante un ejemplo, a los ojos de la física, no habría distinción, en términos de posibilidad o verosimilitud, entre aquello que sucede en una película, ya se proyecte la película adelante o hacia atrás.
2. En segundo lugar, en el nivel macroscópico, nuestra experiencia del tiempo, contrariamente, presenta la característica fundamental de su irreversibilidad. La taza de porcelana que se cae de la mesa se rompe contra el suelo, sin regresar volando nunca a recomponerse sobre la mesa. Tenemos recuerdos del pasado, pero no sabemos nada del futuro. De igual modo, sentimos que podemos cambiar el futuro, pero nunca el pasado.

### Solución de la causalidad
Una solución a este problema adopta un punto de vista metafísico, más concretamente partiendo de la causalidad, la cual, se observa, presenta una neta asimetría (relacionada con la citada irreversibilidad) en el tiempo. El motivo de que sepamos más del pasado es que los elementos del pasado son en realidad las causas de los efectos que vemos en el presente. El motivo de que no esté en nuestra mano afectar al pasado y sí el futuro, es porque no podemos afectar al pasado y sí al futuro.
Hay dos dificultades importantes con esta visión. Primero está el problema de distinguir la causa del efecto de una manera no arbitraria. El uso de la causalidad al construir un orden temporal podría llegar a ser fácilmente circular. El segundo problema no radica en la consistencia de esta visión, sino en su poder esclarecedor. El ejemplo de la causalidad puede explicar algunos fenómenos asimétricos en el tiempo, como la percepción y la acción, sin embargo no es capaz de explicar cabal y estrictamente muchos otros, como la simple taza rota aludida más arriba.

### Solución de la termodinámica
La segunda gran solución del problema de la asimetría y la irreversibilidad (que no es otro que la flecha del tiempo, descrita en 1927 por Arthur Eddington), es la que, en gran medida, ha generado más literatura. La dirección del tiempo estaría relacionada con la naturaleza de la termodinámica.
La respuesta de la termodinámica clásica indica que mientras que nuestra teoría física básica es, a partir de la fundación de la mecánica cuántica, reversible o simétrica en el tiempo, no lo es así la termodinámica. En concreto, la segunda ley de la termodinámica indica que la entropía neta de un sistema cerrado nunca disminuye, lo que explicaría por qué vemos tan a menudo romperse la porcelana, sin que vuelva a recomponerse nunca ella sola.
Pero en mecánica estadística las cosas son más complicadas. Por un lado, la mecánica estadística es de lejos superior a la termodinámica clásica en que el comportamiento termodinámico, el romperse la porcelana, se puede explicar por las leyes fundamentales de la física conjuntamente con su postulado estadístico. Pero la mecánica estadística, a diferencia de la termodinámica clásica, explica también fenómenos reversibles en el tiempo. La segunda ley de la termodinámica, tal como se presenta en mecánica estadística, simplemente establece que es “abrumadoramente” probable que la entropía neta aumente (que la taza permanezca rota), pero dejando claro que esto no es una ley absoluta.
Las soluciones termodinámicas actuales al problema de la dirección del tiempo apuntan a encontrar una demostración o característica especial de las leyes de la naturaleza capaces de explicar esta discrepancia.

### Solución de la no simetría
Un tercer tipo de solución al problema de la dirección del tiempo, aunque mucho menos refrendada por la ciencia, apoya que las leyes físicas "no" son reversibles en el tiempo. Por ejemplo, ciertos procesos en mecánica cuántica, referentes a la fuerza nuclear débil, no son reversibles, teniendo presente que al ocuparse de reversibilidad temporal, la mecánica cuántica abarca una definición más compleja.
Pero este tipo de solución es insuficiente, porque, 1) los fenómenos temporalmente simétricos en mecánica cuántica son demasiado escasos para explicar la uniformidad de la asimetría macroscópica, y 2) se basa en la presunción de que la mecánica cuántica es la descripción final o correcta de "todos" los procesos físicos.
Un defensor reciente de esta propuesta es el filósofo Tim Maudlin, quién afirma que, además de fenómenos cuánticos, nuestra física básica del espacio-tiempo (sustentada en la relatividad general) presenta una asimetría reversible en el tiempo. Él niega las definiciones, en exceso complicadas, que subyacen a las simetrías temporales, afirmando que son las propias definiciones las que ofrecen su aspecto problemático a la dirección del tiempo.

## El flujo del tiempo
El problema del flujo del tiempo, tal y como se ha tratado en la filosofía analítica, debe su origen a un artículo escrito por el filósofo idealista J. M. E. McTaggart: The Unreality of Time (La irrealidad del tiempo, 1908). En dicho artículo McTaggart trata de demostrar: 1) que "nuestra percepción" del tiempo es una ilusión, y 2) que "el tiempo mismo" es meramente una abstracción sin existencia real.
Para ello propone dos “series” temporales que son capitales en nuestra comprensión del tiempo. La primera serie, llamada Serie A, trata de explicar nuestra intuición cotidiana de las propiedades del tiempo y del cambiante presente. La Serie A ordena los acontecimientos con arreglo a su pertenencia al pasado, presente o futuro, y uno con respecto a otro. «La Serie A refleja las posiciones que discurren desde el pasado más remoto hasta el más cercano, llegando al presente, y del presente al futuro más próximo y al más lejano.» La Serie B elimina toda referencia al presente y las modalidades asociadas de pasado y futuro, ordenando los acontecimientos simplemente mediante los términos “anterior a” o “posterior a”.
Habría una tercera serie, la Serie C, que no es temporal, ya que no supone ningún cambio, sino simplemente un orden de acontecimientos, por ejemplo, D, M, O, P…
McTaggart concluye en su trabajo que el tiempo es irreal porque la Serie A es inconsistente, pese a su aparente descripción formalizada del tiempo (pasado-presente-futuro), y la Serie B no es capaz de explicar la naturaleza del tiempo por sí misma.
A partir de esta teoría se han ofrecido dos soluciones. La primera, Teoría A, trata de construir la Serie B a partir de la A, ofreciendo la explicación de que los sucesos B han partido de los A. La segunda, Teoría B, al contrario, toma como definitivos los argumentos de McTaggart contra la Serie A y trata de construir esta a partir de la B, por ejemplo mediante indicadores temporales.

## Dualidades en física
Los modelos de la teoría cuántica de campos han demostrado que es posible la equivalencia de dos teorías de entornos diferentes sobre el espacio tiempo, como son la correspondencia AdS/CFT o la Dualidad T.

## Presentismo y eternalismo
De acuerdo con el llamado presentismo, el tiempo es una ordenación de realidades diversas. En cierto momento algunas cosas existen y otras no. Esta es la única realidad de que podemos tener evidencia, por lo que no nos cabe afirmar, por ejemplo, la existencia del poeta Homero, ya que no tiene una existencia verificable en el presente.
El eternalismo, por su parte, sostiene que el tiempo es una dimensión de la realidad enlazada con las tres dimensiones espaciales, y por lo tanto que todas las cosas, pasadas, presentes y futuras, han de considerarse tan verdaderas como las cosas presentes. Según esta teoría, por tanto, Homero realmente existe ahora; si bien debemos emplear un lenguaje específico al hablar de alguien que existe en un momento distante del actual. Pero de igual modo lo utilizamos al hablar de algo que se halla distante en el espacio. Ese es el motivo de que usemos muchas veces las mismas palabras para ambos usos, espacial y temporal: "antes", "cerca", "lejos", "aquí", "posterior", "sobre", "por debajo", etc.

## Endurantismo y perdurantismo
Las posturas acerca de la persistencia de los objetos se vinculan con las anteriores.
El endurantismo o durantismo es una doctrina de la persistencia y la identidad. Sostiene que para que algo persista en el tiempo debe hacerlo a través de los distintos periodos de su existencia, los momentos que estimamos erróneamente separados entre lo previo y lo futuro. Por tanto, el individuo, tridimensional, persiste a lo largo del tiempo como un todo coherente.
El perdurantismo, por su parte, según muchos filósofos, se acomoda mejor a la relatividad de Einstein. Sus defensores opinan que para que una realidad exista en el tiempo ha de hacerlo como una realidad en continuo cambio, y que cuando consideramos dicha realidad como un todo lo que vemos en realidad es un conglomerado de todas sus “partes temporales” o lapsos de existencia.
El endurantismo se ve como el punto de vista convencional que parte de nuestra intuición natural (si hablo con una persona pienso que lo hago con alguien que es un todo, y no con un conjunto de piezas en proceso), pero los perdurantistas, como David Lewis, han atacado esta postura. Un argumento muy simple que utilizan es que su visión los capacita para ofrecer una explicación del cambio en los objetos, y no solo de su configuración.
De todo ello se sigue que puede establecerse una equivalencia entre presentistas y endurantistas, así como entre eternalistas y perdurantistas, pero no hay una conexión necesaria entre unos y otros. Cabría afirmar, en resumen, que el flujo del tiempo indica una serie de realidades ordenadas, pero que los objetos dentro de esas realidades de algún modo existen, como un todo, fuera de la realidad, incluso aunque las realidades, como todos, no se encuentren vinculadas entre sí. Sin embargo, tal punto de vista ha sido raramente adoptado.

## Bergson y el existencialismo

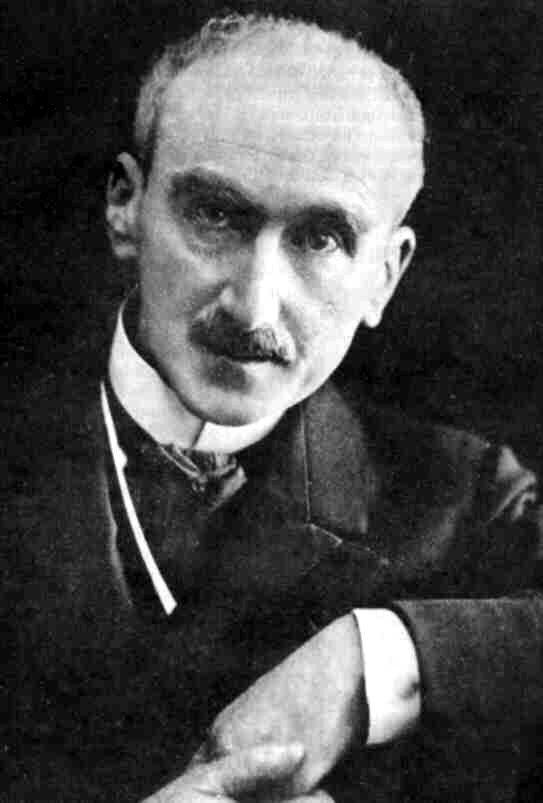
Henri Bergson

El existencialismo, filosofía irracionalista de corte humanístico («el existencialismo es un humanismo», afirmó Sartre), al igual que el filósofo francés Henri Bergson, adopta una suerte de visión antropocéntrica de los grandes temas estudiados, y más concretamente del "tiempo". Esta postura se aleja considerablemente de los paradigmas y el rigor cosmológico que acaban de verse, ya que, por encima de las grandes magnitudes físicas, sitúa como principal foco de atención al hombre y a su conciencia.
No en vano, tanto Bergson como el existencialista alemán Martin Heidegger fueron duramente criticados por los adalides del positivismo; el primero, por ejemplo, por Bertrand Russell, el segundo por Rudolf Carnap. Para el existencialismo, en general, la angustia de la temporalidad del hombre arrojado al mundo supone una de las preocupaciones fundamentales. La filosofía trata de la asendereada existencia humana, que no de la esencia de las cosas; de la relación, en suma, hombre-mundo.
A caballo entre el siglo XIX y el XX, el espiritualista Bergson, profundo conocedor, por cierto, de la teoría de la relatividad, puso muchas objeciones al ya aludido positivismo, corriente dominante en su tiempo, tratando de llamar la atención sobre los límites del conocimiento científico. Para Bergson el tiempo escapa al dominio de las matemáticas y la física. Se propuso como primer objeto de meditación la conciencia en continuo devenir; lo que él llamó la "duración real".
Por su parte, Heidegger, a través de su metafísica fundada en la fenomenología anterior y plasmada en su obra capital, Ser y tiempo, aporta a la discusión del tiempo una perspectiva novedosa, como es la de valorar su dimensión del futuro por encima del pasado y el presente: «El fenómeno fundamental del tiempo es el futuro». La existencia, tomada ahora desde un punto de vista histórico, está orientada hacia lo por venir, y fundamentalmente a nuestra mortalidad; la vida supone una continua tensión hacia delante, y el verdadero, o único, sentido del mundo no es otro que el de ser utilizable por el hombre.

## Otras teorías influyentes
Aparte de las concepciones recogidas hasta aquí, se han desarrollado otras importantes teorías en el campo de la cosmología filosófica o científica, así como de otras disciplinas, a cargo de los siguientes autores:

### Henri Poincaré
El artículo "La medida del tiempo" (1898), del matemático francés Henri Poincaré, debe interpretarse como el punto de inflexión entre la nueva física de Einstein y la filosofía de Ernst Mach, que discutía la idea de un tiempo verdadero, sustituyéndolo por la idea de un conjunto de operaciones de medida. Poincaré, refutando (al lado de Bergson) el tiempo pretendidamente objetivo de la ciencia, sostiene que esta cometió el error de dotar de realidad a un concepto matemático. Era precisamente la conciencia del tiempo la que indujo a la ciencia a lanzar la «hipótesis grosera» de Newton de un tiempo real y medible. El tiempo no viene definido por los relojes, y tampoco por el movimiento de la Tierra. Por tanto, resulta problemático tratar de definir tanto la simultaneidad de dos sucesos, como el antes y el después de los mismos. La primera se ha instituido como estrategia de la física para obtener leyes universales, y el antes y el después está viciado por la causalidad: por el tiempo definimos la causa, lo que supone una petición de principio, especialmente dado que las causas pueden ser o bien simples o infinitamente complejas. «Todas estas definiciones no son más que fruto del oportunismo inconsciente», afirma Poincaré.
En su artículo, el matemático se pregunta de dónde procede el sentimiento de que entre dos instantes cualquiera hay otros instantes. «Sabemos quizá que tal hecho es anterior a tal otro, pero no en cuánto le es anterior.» Por otra parte, ¿se puede transformar el tiempo psicológico, cualitativo, en tiempo físico cuantitativo? El asunto se complica cuando entran en juego dos conciencias, cada una sustentadora de un tiempo propio. «Dos fenómenos psicológicos se verifican en dos conciencias diferentes; cuando afirmo que son simultáneos, ¿qué quiero decir con ello?». Concluye Poincaré que la intuición de la simultaneidad, del orden de sucesión de los fenómenos y de la igualdad de dos duraciones no es más que una alucinación, resultado del citado "oportunismo inconsciente". «Escogemos, pues, estas reglas, no porque sean verdaderas, sino porque son las más cómodas». Con la determinación de estas reglas o convenciones, Poincaré se inscribió en la corriente filosófica del convencionalismo, de la que fue uno de sus primeros pilares (Cfr. sección "Convencionalismo").

### Kurt Gödel
Kurt Gödel, lógico y matemático austríaco, basándose como Poincaré y Elias en la Relatividad de Einstein, dio un paso más allá en 1949. Si el físico alemán (gran amigo, por cierto, de Gödel) había transformado el tiempo en una dimensión más del espacio, Gödel, a través de nuevas modificaciones de las ecuaciones de campo de Einstein, lo hizo desaparecer.
Gödel creía que la relatividad de Einstein había acabado verificando el idealismo filosófico kantiano acerca del espacio y el tiempo. El tema central de las conversaciones de ambos fue la Relatividad general, pero para Gödel había una incongruencia entre la teoría de Einstein y la creencia cotidiana de que el tiempo, a diferencia del espacio, "pasa" o "transcurre".
Esto lo argumentó desde el punto de vista, primero, de la relatividad especial: «Cada observador tiene su conjunto de "ahoras", y ninguno de estos sistemas diversos de capas puede reclamar la prerrogativa de representar el lapso objetivo del tiempo», de lo que derivó que la relatividad especial era inconsistente con la realidad del tiempo intuitivo, el tiempo experimentado como "real". Para negar el tiempo se basó, en segundo lugar, en la relatividad general, aplicándole su propia teoría de los universos en rotación, en los que las curvas de espacio-tiempo se doblan sobre sí mismas hacia atrás, tanto que vuelven al punto de partida, lo que posibilitaría nada menos que el viaje en el tiempo. Aunque, si demostrablemente se puede volver a visitar el pasado, este todavía existe; pero si el pasado todavía existe, ¿qué es del presente? La consecuencia lógica de todo ello es la negación de la existencia del tiempo. «El tiempo –decía Gödel–, tal como nos lo presentamos a nosotros mismos, simplemente no encaja con los hechos. Llamarlo tiempo subjetivo es solo un eufemismo».
Muchos años más tarde, el físico Stephen Hawking, mediante un artefacto teórico que denominó conjetura de protección de la cronología, trató de demostrar que la teoría de Gödel era una falacia, opinión que la física actual en general sustenta. La tesis propiamente dicha de Hawking, sin embargo, no ha recibido muchas adhesiones desde su publicación, pues, según el filósofo Palle Yourgrau, su carácter ad hoc la delata.

### C. G. Jung
El psicólogo suizo C. G. Jung, en su estudio del elusivo fenómeno de la sincronicidad (coincidencias de fenómenos en el tiempo aparentemente no relacionadas causalmente entre sí), arroja una luz claramente relativista sobre los conceptos de espacio y tiempo. Para él, en efecto, las casualidades encadenadas no representan fenómenos de causalidad, sino de mera coincidencia en el tiempo, de "simultaneidad": «Por esa característica de la simultaneidad he elegido el término sincronicidad, para designar con él un factor de explicación hipotético que sea equiparable a la causalidad».
Más adelante identifica la sincronicidad como una «relación entre tiempo y espacio psíquicamente condicionada. [En determinados experimentos psicológicos] el tiempo y el espacio se comportan respecto a la psique, en cierto modo, "elásticamente", ya que aparentemente pueden ser reducidos a voluntad. […] es decir, parece como si el tiempo y el espacio guardaran relación con las condiciones psíquicas o como si, en sí mismos, no existieran y solo estuvieran "establecidos" por la consciencia». De lo que deduce: «El tiempo y el espacio, según la visión primitiva […] son algo sumamente dudoso. Solo en el curso de la evolución espiritual se han convertido en conceptos "fijos", y ello gracias a la introducción de la medición. En sí mismos, el tiempo y el espacio no constan de nada. […] Son, pues, esencialmente, de origen psíquico [subrayado del autor], seguramente la razón por la que Kant los interpretó como categorías a priori».
Esta relativización es de tipo einsteiniano: «Espacio y tiempo son propiedades aparentes de los cuerpos en movimiento engendradas por la necesidades de intelección del observador». Según Jung, por ejemplo, los casos asombrosos de orientación espacial de algunos animales podrían ser explicados a partir de esta relatividad psíquica espacio-temporal.

### Norbert Elias
El sociólogo alemán Norbert Elias estudia el tiempo partiendo asimismo de la concepción relativista de Albert Einstein, negadora de la objetividad del mismo: «¿Cómo puede medirse algo que los sentidos no pueden percibir? Una hora es invisible». Para Elias el tiempo es en realidad un fenómeno social, un símbolo, que se utiliza fundamentalmente como instrumento de orientación en el flujo incesante del acontecer, y también para regular la conducta humana. Critica el tiempo objetivo de Newton y el idealista de Kant. El innatismo de este último, sus a prioris, los contrapone a una visión social e histórica del espacio y el tiempo. Conceptos como "tiempo", "espacio" y "causalidad" pretenden dar la impresión de lo instintivo e inmutable, lo que es indefendible, según Elias. Así, Kant «había aprendido a usar el concepto de "tiempo" con el significado que, en aquella fase, le otorgó sobre todo el progreso de la Física y de la técnica», concepto relativo a su época que él calificó de innato.
Los relojes y calendarios son una forma de aprehender lo que no es simultáneo sino sucesivo. El hombre necesita las determinaciones del tiempo, por ejemplo por asuntos de organización y puntualidad y, tanto más cuanto más avanzadas son las culturas. Es más, «En un mundo sin hombres y seres vivos, no habría tiempo y, por tanto, tampoco relojes ni calendarios». El reloj agrega al acontecimiento cuadridimensional en el espacio y el tiempo, una quinta dimensión, de naturaleza simbólica, que es característica de la comunicación humana. Solo en la vivencia humana se dan las importantes líneas divisorias entre "pasado", "presente" y "futuro", características de la aludida quinta dimensión.
En cuanto al "antes" y el "después", tampoco se refieren propiamente al tiempo sino a la causalidad física o filosófica. No son más que «manifestaciones de la facultad humana de representarse juntamente lo que no sucede al mismo tiempo».
Pero el tiempo, como concepto, también evoluciona de un estadio a otro. De manera que, «en su actual estadio de desarrollo es, como se ve, una síntesis simbólica de alto nivel con cuyo auxilio pueden relacionarse posiciones en la sucesión de fenómenos físicos naturales, del acontecer social y de la vida individual». El objeto principal del libro de Elias Sobre el tiempo es «la coacción del tiempo», coacción que paulatinamente va incrementándose por exigencias de la compleja vida moderna, cuando durante miles de años el hombre ha sobrevivido sin necesidad de relojes ni calendarios.
Por último, Elias estudia largamente el intento de conciliar el carácter sintético y simbólico del tiempo con su dimensión física, objeto de la ciencia, «en un universo de cinco dimensiones donde el tiempo parece llevar una doble existencia».

### Ilya Prigogine
El químico belga Ilya Prigogine, contradiciendo la teoría de la relatividad, parte de «una fuerte conciencia de la realidad del tiempo» como algo objetivo: «Como recuerda a menudo Popper, el tiempo no puede ser una ilusión porque sería como negar Hiroshima».
Por otra parte, tiempo y eternidad son dos conceptos diferentes. El tiempo no es la eternidad, ni es el eterno retorno. La estructura del espacio-tiempo está ligada a la irreversibilidad, pero el tiempo no es solamente irreversibilidad, devenir y evolución. En contra de la opinión de muchos de sus colegas, afirma Prigogine que el tiempo, como la entropía, tiene una función creadora.
Según Prigogine no podemos hablar de un nacimiento del tiempo (en referencia a su libro El nacimiento del tiempo), pero sí de un nacimiento de nuestro tiempo, así como de un nacimiento de nuestro Universo. Existen varios tipos de tiempo: el tiempo astronómico, el tiempo de la dinámica, el tiempo químico interno, el tiempo biológico interno, que es la inscripción del código genético que prosigue a lo largo de miles de millones de años de la vida misma, el tiempo musical, etc. Es una convención humana contar el tiempo a partir de un acontecimiento, como por ejemplo, el nacimiento de Cristo.
El nacimiento de nuestro tiempo no es el nacimiento de el tiempo porque en el vacío fluctuante preexistía un tiempo en estado potencial. El tiempo potencial es un tiempo que está ya siempre ahí, en estado latente, pero que requiere un fenómeno de fluctuación para actualizarse. El tiempo no ha nacido con nuestro Universo: el tiempo precede a la existencia y podrá hacer que nazcan otros universos.
Por otra parte, en su teoría sobre el origen del Universo, la relación entre espacio-tiempo por un lado y materia por el otro, no es simétrica. El espacio-tiempo se transforma en materia cuando la inestabilidad del vacío se corresponde con una explosión de entropía, lo cual resulta en un fenómeno irreversible. La materia sería, por lo tanto, para Prigogine, una especie de contaminación del espacio-tiempo. El tiempo, como se ha visto, precede al Universo, que es el resultado de una transición de fase (proviene de otro estado físico) a gran escala.
Es decir, el Universo que conocemos sería el resultado de una transformación irreversible de otro estado físico: cuando el tiempo se transformó en materia. La ruptura de la simetría, en el espacio, es consecuencia de una ruptura en la simetría temporal, es decir, de una diferencia entre el pasado y el futuro. En consecuencia —lo que es fundamental—, sería la materia, por su propia esencia, la que explicaría la dirección de la flecha del tiempo. Prigogine analiza detalladamente en este contexto los conceptos de irreversibilidad y de estructura disipativa, fundamentales en su doctrina.
Las líneas finales del libro, a modo de conclusión, están dedicadas a explicar el incesante «aumento de la complejidad» en la Naturaleza: «Los desarrollos recientes de la termodinámica nos proponen por tanto un universo en el que el tiempo no es ni ilusión ni disipación, sino creación».

### Stephen W. Hawking
La obra Historia del tiempo. Del Big Bang a los agujeros negros, del físico británico Stephen W. Hawking, tuvo una enorme repercusión en los últimos años del siglo XX. En este libro, Hawking trata de responder a las más importantes preguntas que se han planteado tradicionalmente sobre el cosmos: la naturaleza del tiempo y del espacio-tiempo, si el tiempo tuvo un principio y tendrá un final, si el espacio es infinito o tiene límites, la flecha del tiempo, el significado de los agujeros negros en relación con todo ello… A tal objeto repasa las más importantes ideas desde Aristóteles hasta Einstein y la mecánica cuántica, tratando de vislumbrar una teoría unificadora, que, según este científico, deberá consistir en una teoría cuántica de la gravedad.
Hawking parte en sus premisas del tiempo relativista de Einstein, que describe ampliamente en las primeras páginas del libro, y del espacio no del todo vacío, sino sujeto al principio de indeterminación cuántico, como se ha visto en anterior epígrafe. Por otra parte, no tiene sentido hablar de tiempo antes del principio del universo, pero tampoco existe la necesidad física de un principio.
Su tesis cosmológica fundamental, que no ha variado sustancialmente hasta el día de hoy, viene recogida en el capítulo 8 de la obra. A las dos posibilidades clásicas (1ª: el universo ha existido desde un tiempo infinito y, 2ª: tuvo un principio en una singularidad, el Big Bang), añade, partiendo de la teoría cuántica siempre sustentada en la relatividad, una tercera: «Es posible que el espacio-tiempo sea finito en extensión, y que, sin embargo, no tenga ninguna singularidad que forme una frontera o un borde. El espacio-tiempo sería como la superficie de la Tierra, solo que con dos dimensiones más. La teoría cuántica de la gravedad ha abierto una posibilidad en la que no habría ninguna frontera del espacio-tiempo y, por tanto, no habrá ninguna necesidad de especificar el comportamiento en la frontera. [...] El universo estaría completamente autocontenido y no se vería afectado por nada que estuviera fuera de él. No sería ni creado ni destruido. Simplemente sería». Pero, puntualiza más tarde Hawking: «Me gustaría subrayar que esta idea de que tiempo y espacio deben ser finitos y sin frontera es exactamente una propuesta: no puede ser deducida de ningún otro principio».
Por último, y este es un tema recurrente en Hawking, todas estas ideas tienen «también profundas implicaciones sobre el papel de Dios en los asuntos del Universo. […] ¿Qué lugar queda, entonces, para un creador?».